# Тускалусский договор
Тускалусский договор (англ. Treaty of Tuscaloosa), он же Договор с чикасо 1818 года или Договор при Олд-Тауне  — договор между генералом Эндрю Джексоном, представляющим правительство США, и вождями индейцев чикасо, по условиям которого чикасо уступили правительству США свои земли между рекой Миссисипи и рекой Теннесси в обмен на денежные выплаты. Договор был подписан 19 октября 1818 года, был ратифицирован Сенатом США, и президент Джеймс Монро подписал его 7 января 1819 года.
Северная честь приобретённого участка вошла в состав штата Кентукки и стала известна как «покупка Джексона», а южная часть вошла в состав штата Теннесси и стала известна как «Западный Теннесси». Индейцы чикасо сохранили за собой земли на территории штата Миссисипи.

### Статьи
- JAMES D. PORTER. THE CHICKASAW TREATY OF 1818 // The American Historical Magazine and Tennessee Historical Society Quarterly. — Tennessee Historical Society, 1904. — Т. 9, вып. 3. — С. 252-256.